# Anthony Basil Taylor
Anthony Basil Taylor (Fort Worth, 24 aprile 1954) è un vescovo cattolico statunitense, dal 10 aprile 2008 vescovo di Little Rock.

## Biografia
Anthony Basil Taylor è nato a Fort Worth, in Texas, il 24 aprile 1954 da Basil Taylor e Rachel (nata Roth). I suoi genitori e i nonni risiedevano da molto tempo a Fort Worth. Due dei suoi nonni sono dei convertiti (il nonno materno dal giudaismo e la nonna paterna dal protestantesimo) ed entrambi i suoi genitori, così come gli stessi fratelli Taylor, sono cresciuti in famiglie cattoliche. È il maggiore di sette figli, cinque maschi e due femmine nati in poco più di nove anni. Nel 1960 la famiglia Taylor si è trasferita a Ponca City, in Oklahoma. Sua madre è morta il 26 aprile 2016. Da ragazzo frequentava la parrocchia di Santa Maria.

### Formazione e ministero sacerdotale
Ha frequentato scuole parrocchiali e pubbliche diplomandosi a Ponca City nel 1972. Ha frequentato l'Università dell'Oklahoma per due anni, dopodiché nel 1974 è stato ammesso come seminarista per l'arcidiocesi di Oklahoma City al seminario dell'arciabbazia di Saint Meinrad, nell'Indiana. Nel 1976 ha conseguito il Bachelor of Arts in storia. Lo stesso anno è stato inviato a Roma per studi. Ha preso residenza nel Pontificio collegio americano del Nord. Nel 1980 ha ottenuto il baccalaureato in teologia presso la Pontificia Università Gregoriana.
Il 2 agosto 1980 è stato ordinato presbitero per l'arcidiocesi di Oklahoma City nella chiesa parrocchiale di Santa Maria a Ponca City.
Taylor è stato coinvolto nel ministero ispanico fin dall'inizio della sua carriera. Il suo primo incarico è stato quello di vicario parrocchiale della parrocchia del Sacro Cuore a Oklahoma City e nel giro di un mese dall'ordinazione ha iniziato a celebrare la messa in spagnolo due volte al mese a Sayre, Clinton e Hinton. Nel 1982 è stato trasferito nell'Oklahoma occidentale e ha prestato servizio nella missione della Regina di Tutti i Santi a Sayre fino al 1986, servendo la popolazione ispanica in un'area di cinque contee in aggiunta al ministero a Clinton e Hinton.
Nel 1984 l'arcivescovo Charles Alexander Kazimieras Salatka ha deciso di inviare Taylor alla Fordham University di New York per ulteriori studi. Ha seguito le lezioni durante le estati del 1984 e del 1985 e poi a tempo pieno dal 1986 al 1988. Durante questo periodo ha prestato servizio nella parrocchia del Santo Rosario nel Bronx. Nel 1989 ha conseguito il dottorato di ricerca in teologia biblica con una tesi intitolata "La scena tipo padrone-servo nelle parabole di Gesù".
Al suo ritorno in Oklahoma, Taylor è stato nominato vicario per i ministeri dell'arcidiocesi. Era responsabile del ministero presso i sacerdoti e, per diversi anni, è stato anche responsabile del programma del diaconato permanente. Aveva una responsabilità specifica per l'orientamento e la supervisione dei sacerdoti stranieri in servizio in Oklahoma, per i nuovi ordinati nel loro primo anno di ministero e per i nuovi parroci nel loro primo anno di servizio. Ha mantenuto questo ufficio per 20 anni, fino alla nomina a vescovo. Dal 1990 al 1993 è stato anche vicario parrocchiale nelle parrocchie dell'Immacolata Concezione, di San Roberto Bellarmino, di Santa Maria e di San Giuseppe.
Nel 1993 Taylor è diventato anche il parroco fondatore della parrocchia di Santa Monica a Edmond. Durante i suoi dieci anni di servizio, la parrocchia è cresciuta rapidamente e nel 2000 ha inaugurato una grande chiesa. Nel 2003 è tornato alla parrocchia del Sacro Cuore a Oklahoma City come parroco e ha supervisionato l'ultima fase della sua transizione da prevalentemente anglofona a prevalentemente ispanica. La parrocchia è ora al 95% ispanica e nel fine settimana si celebrano nove messe, sette in spagnolo, una bilingue e una in inglese.
Dal 1963 al 2001 l'arcidiocesi di Oklahoma City ha sponsorizzato e gestito la parrocchia di Santiago Atitlán, nel Guatemala. Nel 1981 vi fu ucciso il sacerdote dell'Oklahoma Stanley Rother, così come molti dei suoi catechisti e parrocchiani negli anni '80. Nel 2001 la parrocchia è stata restituita alle cure della locale diocesi di Sololá-Chimaltenango, ma i cattolici dell'Oklahoma continuano ad essere coinvolti nel fornirle assistenza. Da allora Taylor è stato incaricato di facilitare il sostegno a quella parrocchia, alla sua scuola, all'ospedale locale e più recentemente a un centro per il trattamento dell'abuso di alcol progettato per quella comunità. La causa di canonizzazione di padre Rother è stata aperta formalmente nel settembre del 2007 con Taylor come delegato episcopale per il processo. Rother è stato beatificato il 23 settembre 2017.
Al momento della nomina a vescovo era anche presidente del consiglio presbiterale, membro del consiglio diocesano per le finanze, membro della commissione per l'amministrazione, membro del consiglio consultivo sacerdotale della Saint Gregory University e membro del consiglio di fondazione della Mount St. Mary High School, una scuola sorella della Mount St. Mary Academy di Little Rock.

### Ministero episcopale
Il 10 aprile 2008 papa Benedetto XVI lo ha nominato vescovo di Little Rock. Ha ricevuto l'ordinazione episcopale il 5 giugno successivo nello Statehouse Convention Center a Little Rock dall'arcivescovo metropolita di Oklahoma City Eusebius Joseph Beltran, co-consacranti il vescovo di Joliet James Peter Sartain e quello di Tulsa Edward James Slattery.
Nel marzo del 2012 e nel gennaio del 2020 ha compiuto la visita ad limina.

## Genealogia episcopale
La genealogia episcopale è:
- Cardinale Scipione Rebiba
- Cardinale Giulio Antonio Santori
- Cardinale Girolamo Bernerio, O.P.
- Arcivescovo Galeazzo Sanvitale
- Cardinale Ludovico Ludovisi
- Cardinale Luigi Caetani
- Cardinale Ulderico Carpegna
- Cardinale Paluzzo Paluzzi Altieri degli Albertoni
- Papa Benedetto XIII
- Papa Benedetto XIV
- Cardinale Enrico Enriquez
- Arcivescovo Manuel Quintano Bonifaz
- Cardinale Buenaventura Córdoba Espinosa de la Cerda
- Cardinale Giuseppe Maria Doria Pamphilj
- Papa Pio VIII
- Papa Pio IX
- Cardinale Alessandro Franchi
- Cardinale Giovanni Simeoni
- Cardinale Antonio Agliardi
- Cardinale Basilio Pompilj
- Cardinale Adeodato Piazza, O.C.D.
- Cardinale Egidio Vagnozzi
- Arcivescovo Charles Alexander Kazimieras Salatka
- Arcivescovo Eusebius Joseph Beltran
- Vescovo Anthony Basil Taylor

## Araldica
| Stemma | Titolare                                    | Descrizione |
|        | Anthony Basil Taylor Vescovo di Little Rock | Partito: al primo d'azzurro alla decusse d'argento, accantonata da quattro crocette rovesciate dello stesso e caricata da una stella (6) del campo; al secondo d'argento, all'ancora di tre bracci di verde posta in sbarra, sul mare fluttuoso di rosso. Ornamenti esterni da vescovo. Motto: "The humble shall inherit the earth" ("I miti erediteranno la terra"). |